# Pontiac l'invincible
Pour plus de détails, voir Fiche technique et Distribution.
Pontiac l'invincible (Battles of Chief Pontiac) est un film américain réalisé par Felix E. Feist, sorti en 1952.

## Fiche technique
- Titre français : Pontiac l'invincible[1]
- Titre original : Battles of Chief Pontiac
- Réalisation : Felix E. Feist
- Scénario : Jack DeWitt
- Photographie : Charles Van Enger
- Musique : Elmer Bernstein
- Pays de production :  États-Unis
- Format : Noir et blanc - 1,37:1
- Genre : guerre, historique
- Durée : 72 minutes
- Date de sortie : 
  - États-Unis : 8 décembre 1952
  - France : 6 janvier 1960[1]

## Distribution
- Lex Barker : Lieutenant Kent McIntire
- Helen Westcott : Winifred Lancaster
- Lon Chaney Jr. : Chef Pontiac
- Berry Kroeger : Colonel von Weber
- Roy Roberts : Major Gladwin
- Larry Chance : Hawkbill
- Katherine Warren : Chia
- James Fairfax : Garde